# Moydans
Moydans – miejscowość i gmina we Francji, w regionie Prowansja-Alpy-Lazurowe Wybrzeże, w departamencie Alpy Wysokie.

## Demografia
Według danych na rok 1990 gminę zamieszkiwało 58 osób, a gęstość zaludnienia wynosiła 5,5 osób/km². W styczniu 2015 r. Moydans zamieszkiwały 62 osoby, przy gęstości zaludnienia wynoszącej 5,9 osób/km².